# Rauriser Tauernhaus
Das Rauriser Tauernhaus ist ein seit 1491 bestehendes Tauernhaus in Österreich auf 1526 m ü. A. Höhe und liegt im Seidlwinkltal, einem Seitental des Raurisertals an einer alten Römerstraße zwischen Wörth und Heiligenblut am Großglockner.

## Geschichte
Das Rauriser Tauernhaus wurde 1491 erbaut und diente als Almhütte und Gasthof. Es ist weitgehend im Originalzustand aus dem Baujahr erhalten.
Früher brachten Säumer über diese Route mit Haflingerpferden in den Tauern geschürftes Gold über Heiligenblut in den Süden.

## Zugang
- Vom Wörth zum Parkplatz Fleckweide (1150 m ü. A.), weiter über Gollehenalm und Palfneralm; ca. 2 h, 400 Höhenmeter
- Ein Wanderbus fährt von Juli bis September von Rauris über Wörth direkt bis zum Rauriser Tauernhaus[1]

## Karten
- Alpenvereinskarte Niedere Tauern I, Blatt 45/1, 1:50.000
- Kompass Karten Glocknergruppe, Nationalpark Hohe Tauern, Blatt 39, 1:50.000